# Liao Shuping
Liao Shuping (en chino: 廖淑萍; 1972) es una deportista china que compitió en halterofilia. Ganó dos medallas en el Campeonato Mundial de Halterofilia, oro en 1990 y plata en 1991.

## Palmarés internacional
| Campeonato Mundial | Campeonato Mundial        | Campeonato Mundial | Campeonato Mundial |
| Año                | Lugar                     | Medalla            | Categoría          |
| ------------------ | ------------------------- | ------------------ | ------------------ |
| 1990               | Sarajevo (Yugoslavia)     | Medalla de oro     | 52 kg              |
| 1991               | Donaueschingen (Alemania) | Medalla de plata   | 48 kg              |